# Medionidus acutissimus
Medionidus acutissimus är en musselart som först beskrevs av I. Lea 1831.  Medionidus acutissimus ingår i släktet Medionidus och familjen målarmusslor. IUCN kategoriserar arten globalt som starkt hotad. Inga underarter finns listade i Catalogue of Life.